# Mesariá (ort i Grekland, Sydegeiska öarna)
Mesariá (Messaria) är en ort i Grekland.   Den ligger i prefekturen Kykladerna och regionen Sydegeiska öarna, i den sydöstra delen av landet, 230 km sydost om huvudstaden Aten. Mesariá ligger 162 meter över havet och antalet invånare är 1 233. Den ligger på ön Santorini.
Terrängen runt Mesariá är kuperad åt sydväst, men åt nordost är den platt.Runt Mesariá är det ganska tätbefolkat, med 166 invånare per kvadratkilometer. Närmaste större samhälle är Firá, 2,8 km nordväst om Mesariá. 